# Norrbyska studenthemmet

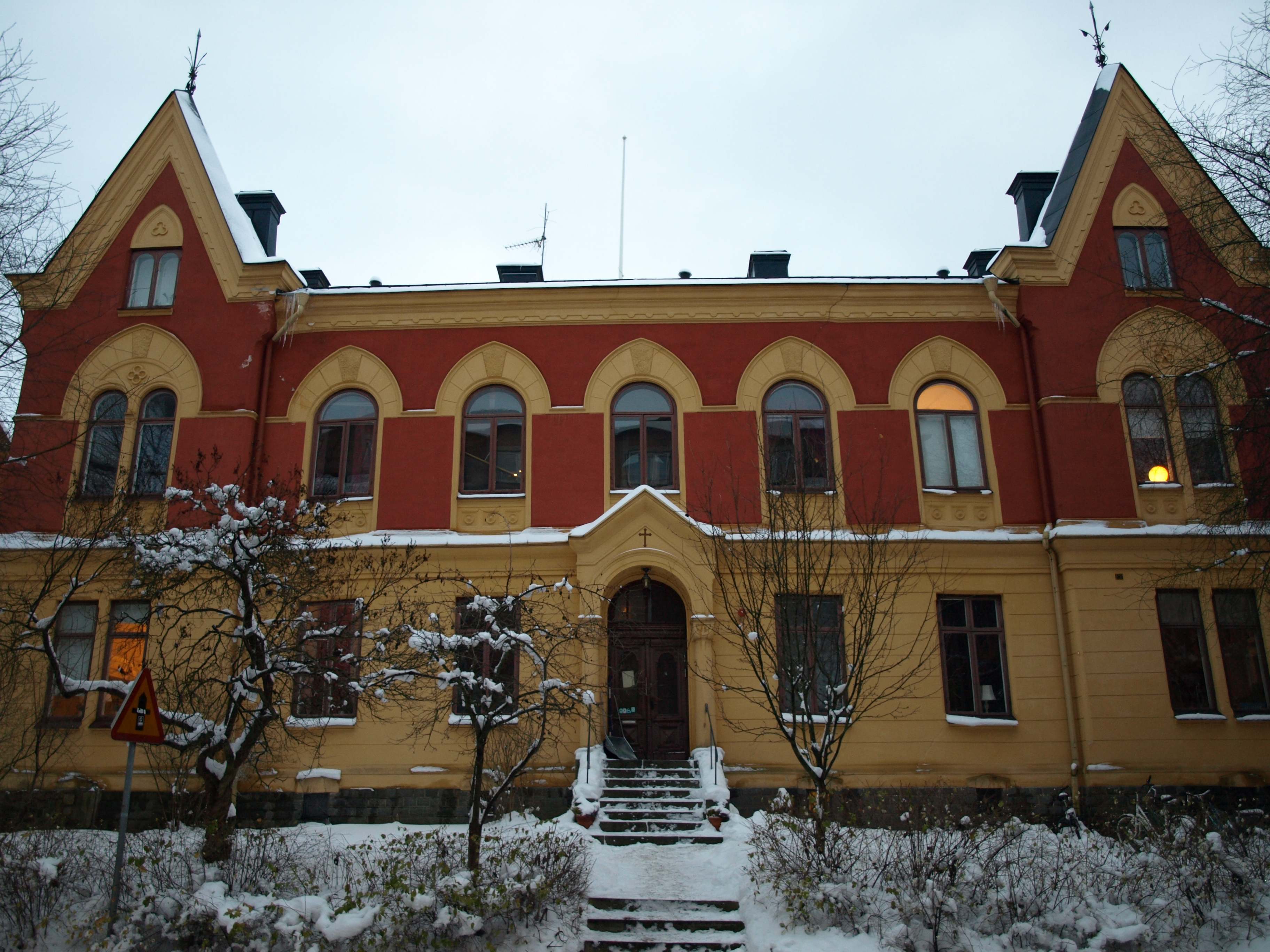
Norrbyska studenthemmet i november 2008.

Norrbyska studenthemmet (också kallat Norrbyhus) är en stiftelse och ett studenthem med 24 studentrum i Uppsala på S:t Johannesgatan 16. Stiftelsen grundades av teologen Carl Julius Norrby år 1880 och huset stod färdigt 1887. Det är Sveriges äldsta studenthem som fortfarande är i bruk.
Stiftelsens stadgar anger att både troende och icke-troende får ansöka om boende i huset, men teologer har företräde, i synnerhet de som ämnar bli präster i Svenska kyrkan.
Huset är i stort oförändrat sedan det byggdes 1887. Huset har allmänna utrymmen som till exempel bibliotek och salong och de flesta studentrummen har fortfarande kakelugnar kvar. Det finns även ett kapell, där firas mässa på måndagar under terminerna, med inbjudna präster och husets kaplaner.
De boende på Norrbyhus, hemiterna, innehar olika ämbeten för att tillsammans upprätthålla kollektivlivet. Några av dessa ämbeten är; Pater (som bland annat sköter kölistorna, hemiternas kontakt med styrelsen, är ordförande på husets stämmor), Vice Pater (som bland annat ansvarar för hemiternas städschema av de gemensamma lokalerna), Klubbverk (som lagar mat på höst- och vårmiddagar och som leds av klubbmästaren), Krypteri (som sköter husets gudstjänstliv och kyrkkaffen inför varje mässa), Förbundskaptener (som ansvarar för initiativ till olika aktiviteter i huset). Ämbetena röstas igenom på husets stämmor och det finns totalt 14 olika ämbeten.
Huset har en intresseorganisation kallad Hemitföreningen som består av ett hundratal boende och tidigare boende (kallade hemiter) som värnar om husets bevarande och har räddat det undan nedläggnings- och rivningshot. I hemitföreningen finns ett antal namnkunniga akademiker och kyrkomän.
Elof Sundin var under 1960-talet en fiktiv teologie studerande av Norrlands nation och boende på Norrbyska studenthemmet. Elofs doktorsdiplom hänger i salongen på Norrbyhus.
Huset kallas även ibland för Festprästhuset. Namnet anknyter till den bild av huset och dess invånare som återges i ett avsnitt av programmet Verkligheten i Sveriges radio.